# Commodore 64 Games System
Het Commodore 64 Games System of C64GS is een spelconsole met cartridges, gebaseerd op de Commodore 64 en uitgebracht door Commodore in december 1990.
De bijgeleverde cartridge bevatte vier spellen:
- Fiendish Freddy's Big Top O'Fun
- International Soccer
- Flimbo's Quest
- Klax

De C64GS werd enkel voor de Europese markt uitgebracht en werd een commerciële flop.
De C64GS was niet het eerste gamesysteem gebaseerd op de C64-hardware gemaakt door Commodore. In tegenstelling tot de MAX Machine (uitgebracht in 1982, een game-georiënteerde computer gebaseerd op een erg afgeslankte versie van dezelfde hardwarefamilie), was de C64GS intern erg vergelijkbaar met de "goede" C64 waarmee het compatibel was.